# Carl Peter Holbøll
Carl Peter Holbøll (* 31. Dezember 1795 in Kopenhagen; † 1856 im Atlantik) war ein dänischer Ornithologe, Botaniker, Entomologe, Offizier der Marine und Inspektor von Grönland.

## Leben

### Kindheit
Carl Peter Holbøll war der Sohn des Schlossgärtners Frederik Ludvig Holbøll (1765–1829) und seiner Frau Juliane Frederique Kompffe (1771–1801). Bereits sein Großvater war Schlossgärtner gewesen. Die Mutter war ebenfalls Tochter eines Gärtners, der ursprünglich aus Kassel stammte und dann nach Dänemark gekommen war.
Carl Peter war das älteste von vier Kindern, die seine Mutter zur Welt brachte, bevor sie wenige Tage nach der Geburt des jüngsten Sohnes starb, als Carl Peter gerade fünf Jahre war. Er wuchs gemeinsam mit seinem Vater und seinen Geschwistern sowie seiner Großmutter und seiner Tante, die nach dem Tod der Mutter den Haushalt führten, auf. Einige Jahre lebte er als Kind zudem bei Familie Drewsen, der Familie seines Patenonkels. Im Alter von zwölf Jahren zog er 1808 zurück zu seinem Vater. Nachdem er zuvor Privatunterricht erhalten hatte, besuchte er nun die Schule in Kopenhagen. Dort war er ein schlechter Schüler.

### Ausbildung
Obwohl sein Vater eigentlich wollte, dass der älteste Sohn gemäß Familientradition Gärtner wird, wollte Carl Peter Holbøll lieber eine Marinelaufbahn einschlagen. Sein Vater genehmigte den Wunsch und Carl Peter durfte ab 1813 die Seekadettenakademie besuchen.
Nur ein Jahr später verließ er die Akademie, möglicherweise weil er deutlich älter war als seine Mitschüler oder weil ihm das Lernen immer noch nicht zusagte. Anschließend heuerte er auf dem Handelsschiff Lille Catrine an, das in die Karibik fuhr. Dort und bei einem Zwischenaufenthalt auf Madeira kam er mit exotischen Pflanzen in Kontakt, die sein Interesse erregten. Bereits in seiner Kindheit wurde sein wissenschaftliches Interesse an Pflanzen geweckt, vor allem durch Jens Wilken Hornemann, der ein enger Freund seines Vaters war. Ansonsten sagte ihm seine Arbeit auf dem Handelsschiff jedoch nicht zu und er schwor bereits 1816 keinen Fuß mehr auf das Schiff setzen zu wollen.
1818 wurde er mit mittlerweile 22 Jahren wieder als Seekadett aufgenommen. 1819 wurde er Kadettenunteroffizier und 1821 Sekundleutnant. Als Seekadett knüpfte er Kontakt zur 1801 geborenen Ballettschülerin Karen Bloch (1801–1872), Tochter des Schiffszimmermanns Peter Christian Bloch und seiner Frau Christiane Pedersdatter. Er verliebte sich und am 30. September 1821 gebar sie einen Sohn, der den Namen Carl Ludvig Emil Holbøll erhielt. Obwohl das Kind unehelich war, erlaubte Carl Peter Holbøll, dass der Sohn seinen Nachnamen tragen durfte. Es war eigentlich sein Plan, Karen Bloch zeitnah zu heiraten, aber er hätte sie nicht versorgen können, da er gerade erst seine Ausbildung beendet hatte. Er bat deswegen seinen Vater darum, dass Karen bei der Familie einziehen dürfe.

### Expedition nach Grönland
Das Interesse für Botanik sorgte dafür, dass er oft im Statens Naturhistoriske Museum saß. Dort weckte der einige Jahre jüngere Zoologe Daniel Frederik Eschricht Holbølls Interesse für Zoologie. Im März 1822 bat er den König darum, eine Expedition nach Grönland durchführen zu dürfen, um dort die Jagd zu untersuchen und Exponate für das Museum zu sammeln. Zugleich bat er um eine einjährige Beurlaubung und ein Jahr vorausgezahlten Sold. Alle Anträge wurden genehmigt, allerdings erhielt er nur den Sold für ein halbes Jahr.
Bereits im Mai 1822 erreichte er Nuuk, wo er bei Inspektor Marcus Nissen Myhlenphort wohnen sollte, welcher aber bereits ein halbes Jahr zuvor verstorben war. Stattdessen wohnte er bei dessen Nachfolger Christian Alexander Platou. Anfangs untersuchte er nur die Gegend um Nuuk, aber bald reiste er im Land umher, um seine Forschung zu betreiben. Er erkannte, das wegen der Größe Grönlands ein Jahr nicht ausreichend war, und bat deswegen um eine Verlängerung des Urlaubs auf zwei Jahre, welche ihm im November 1822 genehmigt wurde. Im Frühjahr 1823 reiste er nach Sisimiut, von wo aus er gemeinsam mit Wilhelm August Graah nach Nordgrönland reiste. Er sammelte Hunderte Vögel, Eier, Skelette und Pflanzensamen, die er nach Dänemark an das Museum und an Freunde sandte. Im August 1824 kehrte er nach 27 Monaten in Grönland nach Dänemark zurück.

### Amtszeit als Inspektor in Nordgrönland
Obwohl die Briefe an seinen Vater aus Grönland von der fortwährenden Liebe zu Karen Bloch zeugen, war seine lange Abwesenheit der Grund dafür, dass er die Mutter seines Sohns schließlich nicht heiratete. Er zerstritt sich offenbar mit ihr und versuchte ihr das Sorgerecht für den gemeinsamen Sohn zu entziehen, verzichtete aber schließlich auf einen Gerichtsprozess.
Nach der Rückkehr aus Grönland erhielt er eine Audienz bei König Friedrich VI., wo er für die königliche Unterstützung dankte. Der König meinte angesichts des langen Aufenthalts in Grönland, dass Holbøll auch gerne dorthin zurückkehren dürfe, da das Amt des Inspektors ins Nordgrönland seit dem Rücktritt von Johannes West unbesetzt war. Holbøll bewarb sich auf die Stelle und erhielt sie im April 1825. Darauf verabschiedete sich als Kapitänleutnant aus der Marine und reiste im Juli zurück nach Grönland.
Bereits im ersten Monat traf er Kolonialverwalter Carl Edvard Ernst, dessen Frau Johanne Petrine Petersen und ihre uneheliche 15-jährige Tochter Hanne Theresia Sophie Petersen (1810–1856), deren Vater angeblich ein bedeutender Kopenhagener Arzt war. Vermutlich hatte er das Mädchen schon zuvor einmal gesehen, aber auf dem Schiff verliebte er sich so sehr in die nur halb so alte Hanne, dass er sich mit ihr verlobte. Ihr Stiefvater kehrte zugleich nach Dänemark zurück und wollte sie mitnehmen, da er meinte, dass sie jung zum Heiraten war, aber Holbøll konnte ihn überzeugen. Hanne Petersen zog zu Kolonialverwalter Frederik Lassen in Qeqertarsuaq, wo auch der nordgrönländische Inspektor residierte. Man wollte darauf warten, dass sie 16 Jahre alt wird, um gesetzesmäßig heiraten zu können. Holbøll meinte offenbar, dass das dänische Recht in Grönland nicht galt und ließ sich am 21. August 1825 in Qeqertarsuaq mit seiner Verlobten verheiraten, deren 15. Geburtstag gerade erst drei Monate her war. Aus den folgenden Jahren sind einige Briefe zwischen Hanne und Carl Peter Holbølls Vater und Tante erhalten, in denen Hanne ihrem „geliebten Vater“ für die Aufnahme in die Familie dankt, aber tatsächlich bekamen sie die Schwiegertochter niemals zu Gesicht, da sowohl Vater und Tante starben, bevor das Ehepaar Holbøll nach Dänemark zurückkehrte. Im März 1826 fiel Hanne Holbøll durch das Eis und überlebte nur, weil der halbzufällig herbeigeeilte Frederik Lassen sie an den Haaren aus dem Wasser zog. Bei ihrer Rettung wurde sie auch noch mit einer Hundepeitsche im Gesicht getroffen, die die Hunde antreiben sollten, die den Schlitten zogen, der sie zur Kolonie zurückbringen sollte. Zur großen Überraschung aller überlebte sie und wurde nicht einmal krank.
Während seiner Amtszeit in Nordgrönland verband ihn eine Feindschaft mit Missionar Peder Kragh. Beide beschwerten sich regelmäßig über einander. Holbøll beschäftigte zu Kraghs Missfallen unkonfirmierte Grönländer, während Kragh die Ehepaare zu Holbølls Missfallen auf Grönländisch ehelichte, das Holbøll selbst nicht sprach. Holbøll schikanierte Kragh, indem er ihn in ein viel zu kleines Haus einquartierte oder sich bewusst über vom Missionar aufgestellte Regeln hinwegsetzte. Auf der anderen Seite berichtete Kragh von Schadenfreude, als Holbøll nach einer Backpfeife von einem Grönländer namens Gabriel Danielsen umgehauen wurde. Auch sonst waren die Verhältnisse in Nordgrönland schwierig, weil der dänische Handel noch immer unter den dort verkehrenden englischen Walfängern litt.

### Erste Jahre als Inspektor in Südgrönland
Bereits 1827 bat Holbøll um eine Versetzung nach Südgrönland, sobald der kranke Christian Alexander Platou dort aus dem Amt scheiden sollte. Als Platou kurz darauf starb, wurde Holbøll im Februar 1828 zu seinem Stellvertreter ernannt, bevor er das Amt des südgrönländischen Inspektors im November desselben Jahres fest übernahm. Während seiner Zeit in Qeqertarsuaq bekam das Ehepaar 1826 den Sohn Frederik Ludvig Holbøll, kurz nach seinem Wechsel nach Nuuk 1828 den Sohn Pingel Johan Carlheger Holbøll und später die 1830 Tochter Johanne Sophie Ludovica „Vica“ Holbøll. 1832 erhielt Holbøll Urlaub und die Familie kehrte nach Dänemark zurück, während Hanne gerade zum vierten Mal schwanger war. In Kopenhagen wurde 1833 Fanny Julie Holbøll geboren. Frederik Lassen vertrat ihn derweil als Inspektor. Nach einem halben Jahr Urlaub kehrte die Familie 1833 nach Grönland zurück, in Begleitung von Carl Peters Schwester Louise und der alten Haushälterin, mit der er aufgewachsen war, Cecilie „Silla“ Pedersen. Die Familie bekam weitere Kinder: 1835 wurde Adolf Vigo Holbøll geboren, 1837 Harald, 1840 Marie Louise Caroline Cathrine Holbøll und 1843 Emma Charlotte Margrethe Holbøll.
Dank seines Amts verdiente Holbøll gut, aber er meinte, dass die wirtschaftlichen Verhältnisse in Grönland mangelhaft waren und die Bevölkerung unter elendigen Verhältnissen lebte, was er teils auch der Herrnhuter Brüdergemeine zuschrieb, die mit ihrer stark von der dänischen Mission abweichenden Siedlungspraxis wirtschaftlichen Fortschritt in den zu ihnen gehörenden Wohnplätzen verhinderte. 1836 schlug er vor, Nuuk als Hauptort Südgrönlands durch Paamiut zu ersetzen, da dort gut doppelt so viele Grönländer lebten. Dieser Vorschlag wurde jedoch nicht realisiert. Holbøll kritisierte die Sparmaßnahmen des Handels. Der geringe Lohn für dänische Handelsangestellte führte zu schlechter Arbeit und dazu, dass nur diejenigen Dänen nach Grönland gesendet werden konnten, die beispielsweise wegen Alkoholismus in Dänemark keine Anstellung fanden. Die hohen Preise für beispielsweise Gewehre für Grönländer führten laut ihm hingegen dazu, dass die Jagd weniger produktiv war. Holbøll hatte eine große Menge Reformvorschläge wie die Anstellung von Ärzten, den Ausbau der Landwirtschaft, die Erhöhung von Preisen zum Wohle der Fangbeute verkaufenden Grönländer, den Aufbau einer Rentierzucht oder der Dorschfischerei. Den Kongelige Grønlandske Handel (KGH) stand den Vorschlägen ablehnend gegenüber, aber tatsächlich war Holbøll seiner Zeit weit voraus und die meisten seiner Vorschläge wurden später realisiert. Über den Winter 1834/35 reiste er erneut heim nach Dänemark, wo er über die Abschaffung des Monopolhandels bzw. die Einführung des Freihandels diskutieren sollte. Die Kommissionsarbeit wurde im Winter 1835/36 wieder aufgenommen und diesmal kam seine Frau mit den fünf Kindern mit. Auch im Winter 1836/37 war Holbøll mit seiner Familie in Kopenhagen und in dieser Zeit vertrat Jørgen Nielsen Møller ihn als Inspektor. Da seine Frau mit dem sechsten Kind schwanger war, blieb sie in Dänemark, als Holbøll heimreiste. Im Winter 1837/38 war er ein letztes Mal anlässlich der Freihandelskommission in Dänemark und auf der Rückreise nahm er seine Frau und vier der sechs Kinder mit zurück. Die beiden ältesten Sohne sollten die Seekadettenakademie besuchen und blieben deswegen bei ihrer Großmutter, also der verwitweten Mutter von Hanne Holbøll, sowie der 11-jährigen Halbtante Charlotte „Lotte“ Emilie Henriette Ernst wohnen. Holbøll war bis 1838 ein großer Anhänger der Freihandelsidee, entschied sich bei der letzten Kommissionssitzung um und empfahl die vorläufige Beibehaltung des Handelsmonopols.

### Spätere Jahre in Südgrönland
Im Winter 1840/41 grassierte in Grönland eine Keuchhustenepidemie, an der alle Kinder der Familie erkrankten. Die jüngste Tochter wurde so krank, dass man empfahl, dass die Familie nach Dänemark zurückkehrte. Nur Carl Peter Holbøll blieb in Grönland zurück, während das Schiff nach einer äußerst beschwerlichen, langen und gefährlichen Reise in Dänemark ankam.
1842 veröffentlichte er Ornithologiske Bidrag til den grønlandske Fauna. Er erhielt die Silbermedaille der Königlich Dänischen Akademie der Wissenschaften und das Werk wurde 1854 als Ornithologischer Beitrag zur Fauna Grönlands von Dr. med. J. H. Paulsen ins Deutsche übersetzt. In dem Buch beschrieb Holbøll 90 grönländische Vogelarten und es diente als Vorlage für spätere Werke zur grönländischen Ornithologie von Eiler Theodor Lehn Schiøler, Knud Oldendow und Finn Salomonsen.
Im Spätsommer 1842 erhielt Carl Peter Holbøll erneut Urlaub, um seine Familie in Dänemark besuchen zu können. Dafür erhielt er 400 Rigsdaler, weniger als die Hälfte dessen, was er in dieser Zeit als Lohn bekommen hätte. Holbøll beschwerte sich bei der Rentenkammer und forderte einen höheren Lohn. Schließlich einigte man sich angesichts der Verdienste Holbølls darauf, dass kein Stellvertreter eingestellt wurde, sondern dass ein Handelsassistent ihn vertrat, sodass Holbøll mehr Urlaubsgeld erhalten konnte. Im April 1843 kehrte er nach Grönland zurück. Nach seiner Rückkehr sendete er ein vollständiges Buckelwalskelett nach Dänemark. Im Winter 1843/44 erhielt er erneut die Genehmigung für gut bezahlten Urlaub, diesmal direkt vom König, vermutlich zum Missfallen der Handelsdirektion. Kurz nach der Ankunft wurde die jüngste Tochter der Familie geboren. Auch im Winter 1844/45 war er in Dänemark. Da davon auszugehen war, dass ein erneuter Urlaub nicht genehmigt werden würde, seine Wohnung aber seit einigen Jahren wegen Platzmangels auch von anderen Kolonialangestellten bewohnt wurde, verbrachte er den Winter 1845/46 in Paamiut. Mit der Zeit begann er genervt zu sein von dem Abstand nach Dänemark und wünschte sich antragslose jährliche Urlaube oder ein Amt in Dänemark. Deswegen hatte er sich bereits 1837 als Direktor des KGH beworben, die Stelle aber nicht bekommen. Im Winter 1846/47 war er wieder in Dänemark, während Jørgen Nielsen Møller ihn wieder als Inspektor vertrat. Im Winter 1847/48 war er in Grönland, wobei er wegen des Vergessens seiner Brille Probleme bei der Arbeit hatte und sich anschließend den Fuß verstauchte und zehn Wochen das Bett hüten musste.
1848 wurde er zum Ritter des Dannebrogordens ernannt. Im Winter 1848/49 war er wieder bei seiner Familie, wobei Holger Biilmann zu seinem Vertreter auserkoren wurde. Während des Urlaubs geriet der Sohn Frederik Ludvig beim Gefecht bei Eckernförde in deutsche Kriegsgefangenschaft. Im Winter 1850 reiste Holbøll erneut nach Dänemark. Sein Wunsch, anlässlich seiner Silberhochzeit bereits im Sommer reisen zu können, wurde nicht erfüllt, und auf der Heimreise wurde ein Zwischenstopp in London eingelegt. Wegen Kommissionsarbeit durfte er auch den Sommer über in Dänemark bleiben, zum ersten Mal seit 1828. Edvard Emil Meyer vertrat ihn derweil als Inspektor. Erst Anfang 1852 kehrte er nach Grönland zurück. 1853 starb seine Schwester Louise nach einem Schlaganfall. Ohne Fähigkeit zu sprechen, gelang es ihr noch ihr Testament aufzusetzen und ihr Vermögen Carl Peter Holbølls jüngsten Töchtern zu vererben. Louise war Carl Peter Holbølls letztes lebendes Familienmitglied.

### Spätere Jahre als Inspektor
1853 überließ er Hinrich Johannes Rink den südlichen Teil seines Distrikts. Dies war das einzige Mal, dass ein Inspektorat von zwei Inspektoren verwaltet wurde. 1852 hatte er ein eigenes Schiff bestellt, um Berichte nach Dänemark zu bringen. Er versicherte das Schiff nicht und als es 1853 immer noch nicht angekommen war, ging man von einem Untergang aus und erwog Holbøll deswegen vor Gericht zu stellen. Das Schiff hatte glücklichweise nur einen großen Schaden erlitten und konnte nicht weitersegeln. In Kopenhagen hatte man sich aber bereits einen Stellvertreter ausgesucht, während Holbøll vor Gericht aussagen sollte. Holbøll erklärte die Lage in einem Brief und meinte, dass eine Versicherung aus Zeit- und Organisationsgründen nicht möglich gewesen war. Aus dem Fall entstand eine große Diskussion über Holbølls Verwaltungspraxis, die sich über Jahre hinwegzog.
Holbøll begann sich sehr einsam zu fühlen und fing 1853 an Tagebuch zu schreiben. Er wohnte alleine, da kein Dienstmädchen bei ihm wohnen wollte, da man glaubte, dass es wegen des angrenzenden Friedhofs im Haus spukt. Holbøll bekam jedoch viele Gäste und ihn verband zu dieser Zeit eine Freundschaft unter anderem mit dem Arzt Jacob Frederik Theodor Lindorff, dem Seminariumsleiter Carl Janssen und dem Seminariumslehrer Samuel Kleinschmidt, welche alle drei später zusammen mit Rink die Forstanderskaber gründeten.
Der Winter 1853/54 war hart und die Bevölkerung litt Hunger. Holbøll kaufte den Grönländern alles ab, was sie anbieten, auch wenn er dafür keinerlei Verwendung hatte, und bezahlte sie großzügig. In Kopenhagen bei seiner Familie wütete derweil eine Choleraepidemie, die jedoch alle gesund überstanden.
1854 schrieb er mit Om Grønlandsisen eine Abhandlung über die Eisverhältnisse in Grönland, die er 1846 in Paamiut beobachtet hatte. Auch mit Zoologie beschäftigte er sich weiterhin. Er entdeckte ein von Otto Fabricius beschriebenes Weichtier wieder. Seine wissenschaftlichen Verdienste waren so groß, dass bereits zu diesem Zeitpunkt elf Tierarten nach ihm benannt worden waren.

### Letzte Jahre und Tod
1854 vermisste er seine Frau, die er seit zwei Jahren nicht mehr gesehen hatte, so sehr, dass er sie bat, gemeinsam mit der Tochter Vica nach Grönland zu kommen und die jüngsten Kinder Marie und Emma beim Schwiegersohn oder einer Freundin einzuquartieren. Seine Frau hatte aber bereits selbst beschlossen, gemeinsam mit der jüngsten Tochter nach Grönland zu kommen. Das Schiff, mit dem sie ankommen sollte, fuhr jedoch nach Qeqertarsuaq und der Kapitän weigerte sich sie in Südgrönland abzusetzen. Holbøll wusste nicht, dass seine Frau und die Tochter bereits in Grönland waren und schrieb einen Brief nach Kopenhagen, wo er meinte, dass er es gerne gesehen hätte, wenn sie auf dem vorbeifahrenden Schiff gewesen wäre, auf dem sie sich jedoch tatsächlich befand. Im September erreichten Frau und Tochter in einem Boot Nuuk. Nur wenige Wochen später wurde Hanne Holbøll schwer krank. Im folgenden Frühjahr starb ihre Mutter an Krebs und vermachte ihrer Tochter 4000 Rigsdaler. Hanne Holbøll, noch immer krank, sollte daraufhin nach Dänemark zurückkehren.
Im September 1854 hatte der mittlerweile 58-jährige Holbøll nach knapp 30 Jahren im Amt um seine Pensionierung gebeten und im September 1855 kehrte er heim. Er war gebeten worden früher als selbst geplant heimzukommen, um wegen der 1852 entstandenen Streitigkeiten über die Verwaltungsangelegenheiten aussagen zu können. Nach einer großen Debatte in obersten Staatskreisen ließ man 1856 alle Anschuldigungen fallen, vor allem, da man mit Holbølls Verteidigungsschrift äußerst zufrieden war, und sandte ihn wieder nach Grönland.
Gemeinsam mit seinem Sohn Ludvig reiste Carl Peter Holbøll im März 1856 an Bord der Baldur zurück nach Grönland. Ludvig Holbøll sollte als Seekarten schaffen. Carl Peter und Ludvig Holbøll verabschiedeten sich von Hanne Holbøll, die mittlerweile so krank war, dass ihr Tod kurz bevorstand. Die Baldur erreichte Grönland nicht und von dem Schiff wurde nie wieder etwas gehört. Womöglich explodierte sie durch eine unachtsame Entzündung des geladenen Schießpulvers oder sie wurde vom Eis zermalmt und sank. Später wurden einige Wrackreste angetrieben sowie eine Eisscholle, auf der sich ein Zelt befand. Hanne Holbøll starb einige Wochen später im Juni 1856 im Alter von 45 Jahren. Erst im Herbst 1856 erhielten die Kinder die Gewissheit, dass das Schiff mit ihrem Vater und Bruder gesunken war.
Posthum erschien der Aufsatz Om Indsamling af Naturalier. Carl Peter Holbøll hatte insgesamt 31 Jahre im Amt gesessen, womit er mit Abstand der längstamtierende Inspektor des Landes war.

## Nachkommen
Alle heutigen Mitglieder der Familie Holbøll entstammen Carl Peter Holbøll, da alle seine Geschwister kinderlos starben. Mit Karen Bloch hatte er einen unehelichen Sohn:
- Carl Ludvig Emil Holbøll (1821–1866), Zimmermann, verheiratet mit Juliane Jensine Marie Høyelsen, zwölf Kinder, lebte unter ärmlichen Verhältnissen und beging Selbstmord

Aus seiner Ehe mit Hanne Theresia Sophie Petersen hatte er die folgenden Kinder:
- Frederik Ludvig Holbøll (1826–1856), Seeoffizier, starb unverheiratet zusammen mit seinem Vater beim Untergang der Baldur
- Pingel Johan Carlheger Holbøll (1828–1911), Seeoffizier, verheiratet mit Johanne Mathilde Caspersen (1840–1912), vier Kinder, Vater des Postmeisters und Philanthropen Einar Holbøll (1865–1927), Tochter verheiratet mit dem Dichter Viggo Stuckenberg (1863–1905)
- Johanne Sophie Ludovica „Vica“ Holbøll (1830–1912), unverheiratet
- Fanny Julie Holbøll (1832–1897), verheiratet mit Offizier und Staatsbeamtem Ludolph Fog (1825–1897), sieben Kinder
- Adolf Vigo (1835–1907), Kaufmann, verheiratet mit Mary Elizabeth Wallace (1843–1943), zwei Kinder
- Harald (1837–1919), Offizier, verheiratet mit Emma Oline Kragh (1844–1917), neun Kinder, Vater des Politikers Valdemar Holbøll (1871–1954)
- Marie Louise Caroline Cathrine Holbøll (1840–1922), verheiratet mit Seeoffizier Carl Galster (1835–1891), acht Kinder
- Emma Charlotte Margrethe Holbøll (1843–1935), Lehrerin, verheiratet mit Seeoffizier Frederik Kragh (1838–1910), drei Kinder